# Kwongan

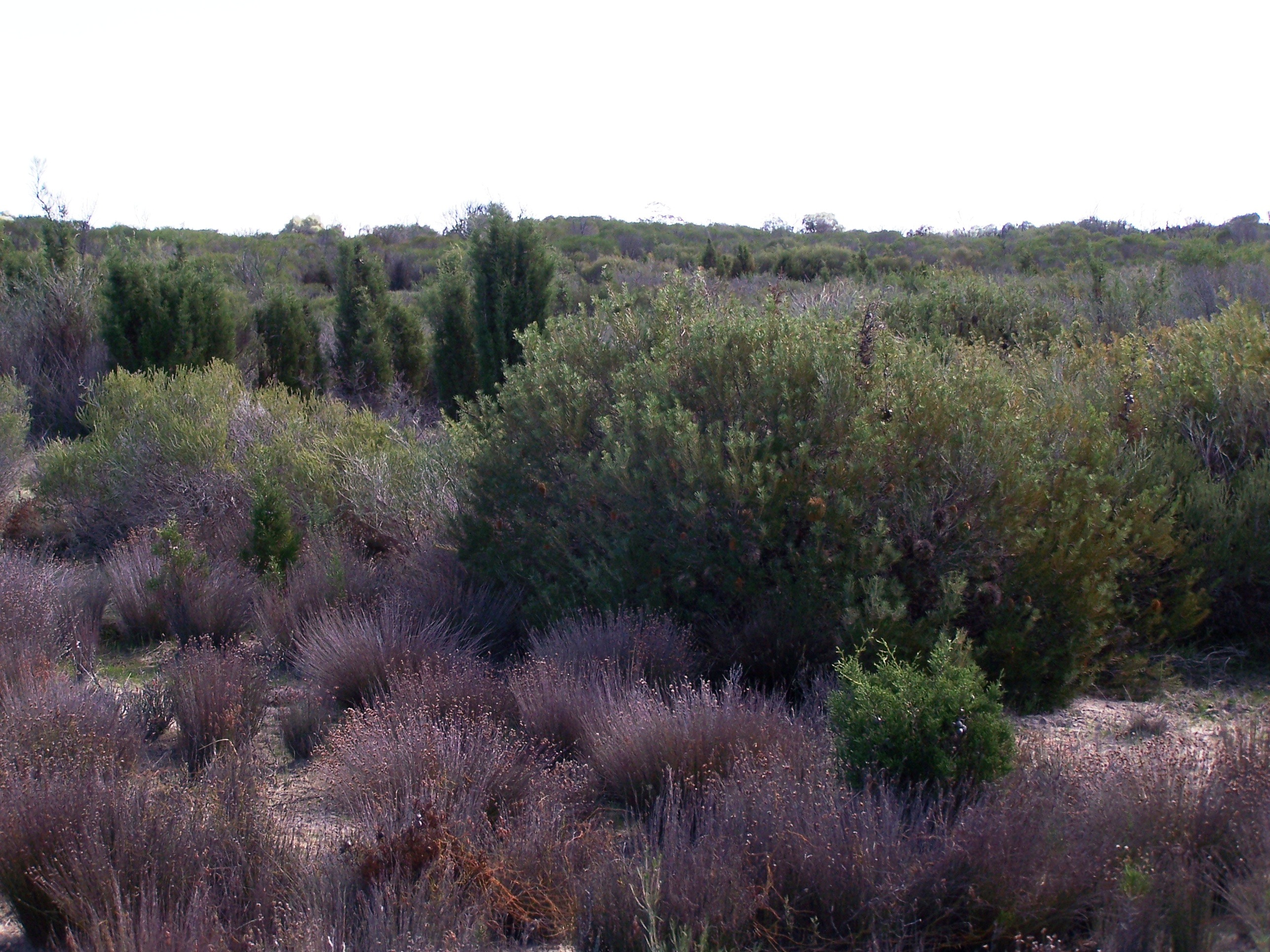
Celkový pohled na křoviny kwonganu

Kwongan je název pro biotop a vegetační formaci převážně nízkých keřů, rozkládající se na jihozápadě Austrálie. Název pochází z domorodého názvu pro písečnou pláň. Klima je zde mediteránního typu, s mírnými zimami a horkými suchými léty. Časté jsou požáry. Tento biotop je jedním z hotspotů australské biodiverzity s více než 7000 rostlinných druhů, z nichž většina je endemických, a množstvím živočichů na ně vázaných. Vzhledem k přeměně v hospodářsky využívanou půdu však patří k silně ohroženým.

## Popis

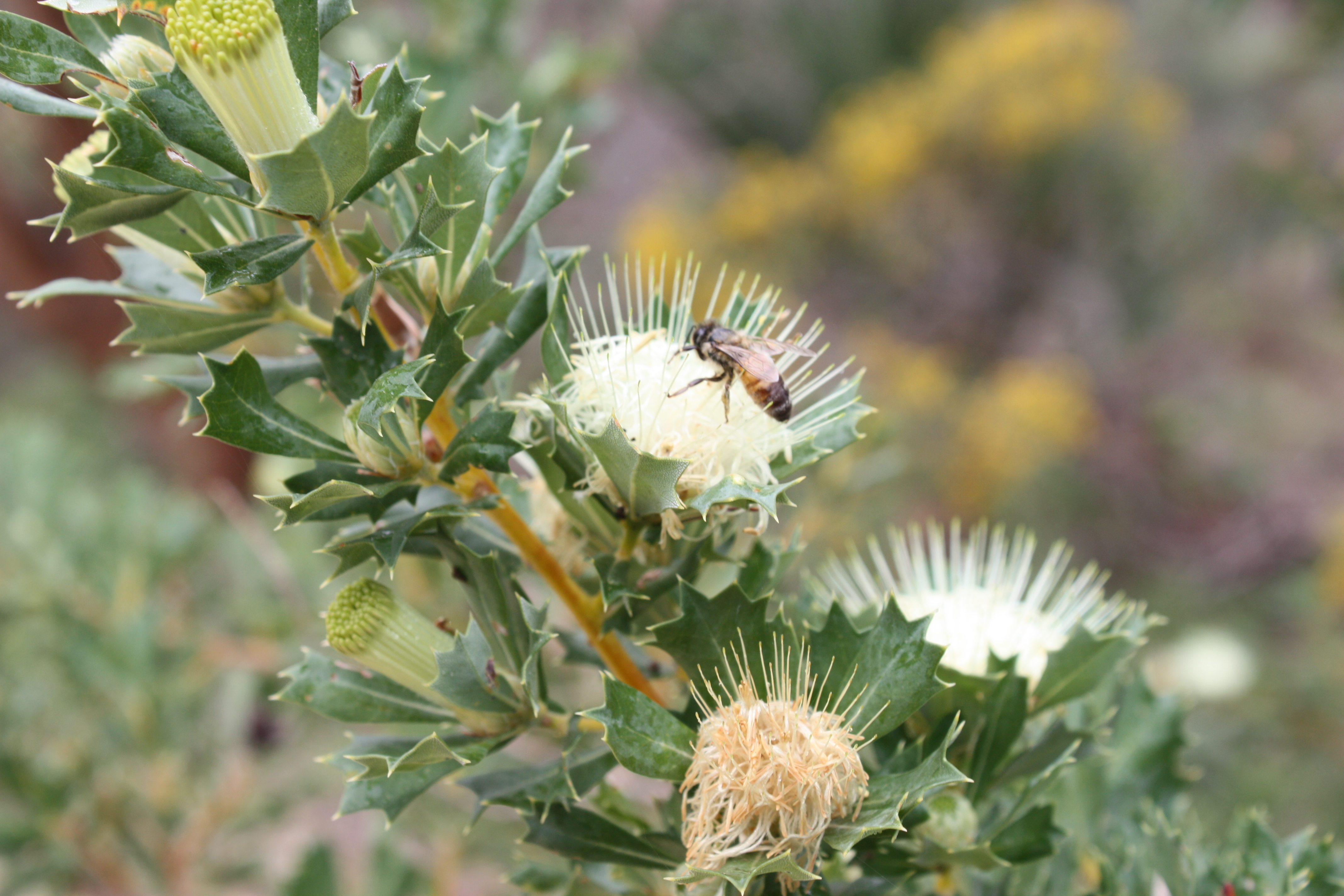
Banksia sessilis

Vegetace kwonganu se vyvíjí na živinami chudých, převážně písčitých půdách. Jde o vývojově starou a taxonomicky unikátní reliktní vegetaci. Skládá se z nižších, často plazivých křovin s roztroušenými vyššími keři či stromy. Rostliny mají zpravidla drobné a tuhé listy a jsou dobře adaptovány na sucho a oheň. Význačnými zástupci jsou rostliny z čeledi proteovitých (například rody Banksia, Hakea), myrtovitých (Verticordia, menší blahovičníky růstového typu mallee s dřevnatou podzemní hlízou, z níž vyrůstají keřovité kmínky) a bobovitých (Gastrolobium a příbuzné druhy z tribu Mirbelieae). Významnými endemity jsou zvláštní palmovité rostliny z čeledi Dasypogonaceae, například kingie. Vyskytuje se zde řada masožravých rostlin, například láčkovice (Cephalotus). 

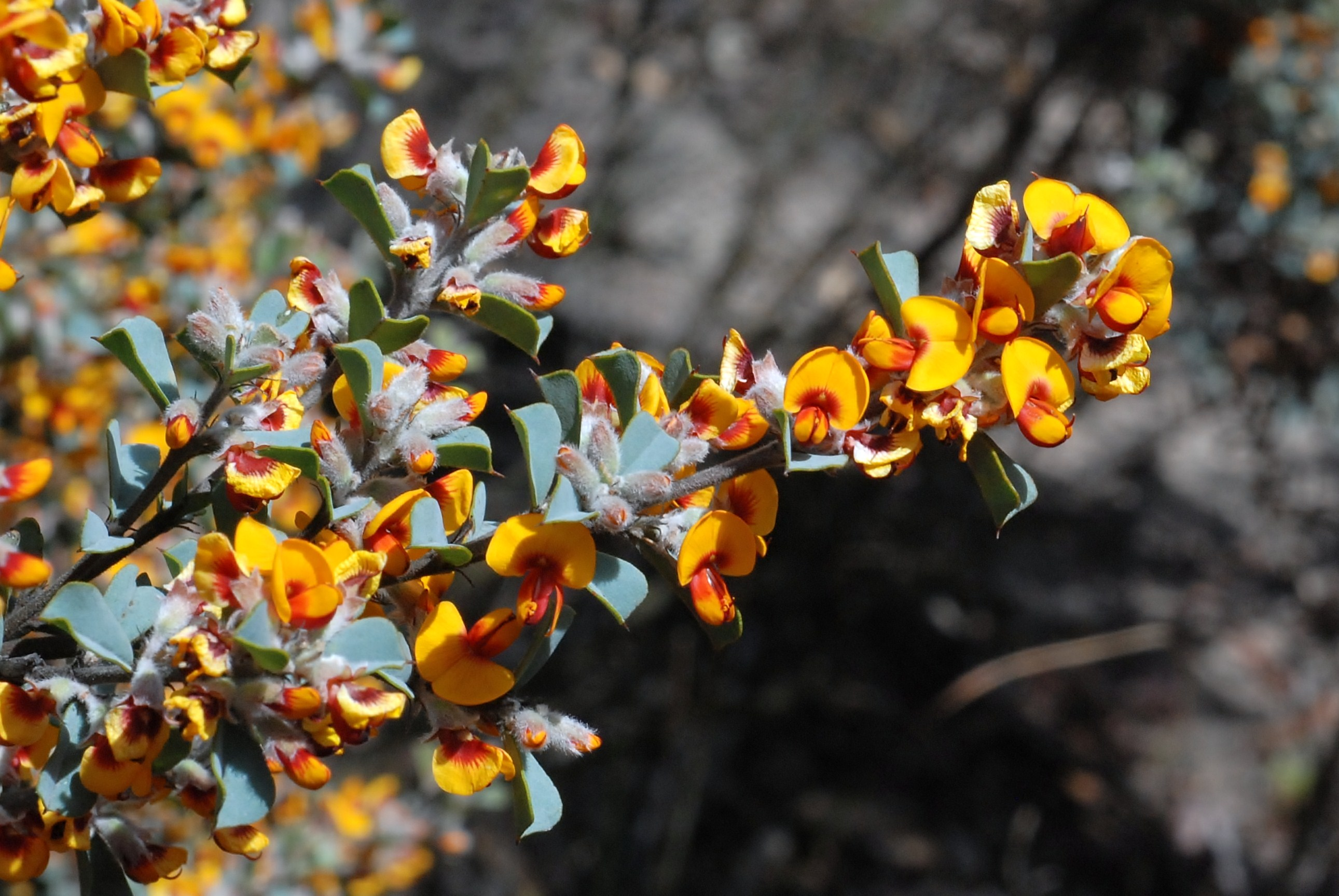
Rostliny rodu Gastrolobium produkují jedovatý fluoracetát, který je využíván jako pesticid proti zavlečeným druhům, neboť původní fauna je evolučně adaptována na jeho snášení (na snímku Gastrolobium cyanophyllum)

Mnoho unikátních zástupců obsahuje také fauna. Žijí zde především mnozí vačnatci, jako posum medosavý, mravencojed žíhaný, klokánek králíkovitý, různí klokani, z ptáků emuové, medosavky, a také řada druhů plazů a hmyzu.

## Ohrožení a ochrana
I přes jeho nezměrnou biologickou hodnotu byla většina území kwonganu ztracena přeměnou na zemědělské pozemky, pastviny nebo zastavěné plochy rostoucích předměstí vzhledem k tomu, že se jeho výskyt kryje s hustě osídlenými oblastmi včetně okolí západoaustralské metropole Perthu. Odstraněním původního vegetačního krytu vzrůstá zasolení půdy a mění se tedy druhová skladba. Hrozbou je kromě toho šíření fytoftorových infekcí způsobujících odumírání rostlin a narušení režimu pravidelných, ale nikoli zničujících požárů. Přijímají se též opatření proti nepůvodním druhům živočichů (především domácí kočky a lišky) decimujícím původní faunu. Byla navržena ochrana území v režimu přírodního dědictví UNESCO.